# Suzano
Suzano es un municipio brasileño del estado de São Paulo, localizado a una latitud de 23° 32' 34" Sur y una longitud de 46° 18' 39" Oeste. Tiene una población de 272.452 habitantes (estimativas IBGE/2006), una superficie de 206 km², lo que da una densidad demográfica de 1214,60 hab/km². Su economía está basada en las actividades industriales, donde se encuentran, tanto empresas de capitales nacionales, como de capitales extranjeros.
- Datos: Q737670
- Multimedia: Suzano / Q737670